# Opale
Opale este o localitate din comuna Žiri, Slovenia, cu o populație de 26 de locuitori.